# 2002 en Malaisie
Cet article présente les faits marquants de l'année 2002 en Malaisie.

## Évènements
- 22 avril : Tuanku Syed Sirajuddin prête serment en tant que douzième Roi de Malaisie.
- 7 juin : Le Premier ministre Mahathir Mohamad tient une rencontre historique avec le pape Jean-Paul II au Vatican[1].
- 22 juin : Mahathir annonce soudainement sa démission de son poste de Premier ministre lors de l'assemblée générale de l'UMNO[2]. Une heure après que Mahathir a annoncé sa démission choc, son adjoint Abdullah Ahmad Badawi a déclaré que le leader vétéran avait rétracté sa décision, grâce au pouvoir de persuasion des dirigeants et des délégués du parti[3].